# Kilifarewo
Kilifarewo (bułg. Килифарево) – miasto w Bułgarii, w obwodzie Wielkie Tyrnowo i gminie Wielkie Tyrnowo. W 2019 roku liczyło 2 055 mieszkańców.